# Meotica winkleri
Meotica winkleri är en skalbaggsart som beskrevs av Benick 1954. Meotica winkleri ingår i släktet Meotica, och familjen kortvingar. Arten har ej påträffats i Sverige.